# Arielli
Arielli (Rijille nella varietà locale, o Rièlle in altre varietà dell'abruzzese) è un comune italiano di 1 033 abitanti della provincia di Chieti in Abruzzo, posizionato su un colle che domina l'area sorgentifera dell'omonimo fiume. Il suo territorio è tipicamente 
collinare, ricco di vigneti e uliveti.

## Storia
Il primo documento che riporta notizie riferibili ad Arielli risale al XII secolo. Nel periodo carolingio, quando in Italia si fece strada il feudalesimo, Arielli fu racchiuso entro mura più sicure dalla costruzione di un castello che per stile, architettura ed uso si può riferire al periodo fra l'800 e il 1000. Non è noto chi l'abbia costruito. Abbiamo notizie affidabili solo sul suo possessore nel 1145, il conte Boemondo di Manoppello che per la sovvenzione delle Crociate per il suo feudo di Argello fu tassato di un soldato a cavallo. Dopo che la proprietà del feudo di Arielli fu tolta nel 1528 alla città di Lanciano, il barone Luca Andrea Arcuzio Resio nel 1561 fece restaurare il castello e lo rinforzò. Nel 1904 il castello dopo circa due secoli di abbandono crollò e ne furono rimossi i ruderi per la realizzazione dell'odierna Piazza Crognali.
Nel Santuario della Madonna delle Grazie è possibile ammirare una statua lignea policroma raffigurante una Madonna con bambino, inoltre nell'abitato sono presenti i resti del castello medievale, e la chiesa di San Rocco e San Michele risalenti al XIII secolo. Duramente colpita dai bombardamenti della seconda guerra mondiale, che hanno distrutto gran parte del centro abitato, è stata ricostruita nel dopoguerra.

### Simboli
Lo stemma e il gonfalone del comune di Arielli sono stati concessi con il decreto del presidente della Repubblica del 25 febbraio 1983.

## Monumenti e luoghi d'interesse
I resti del castello
Rimane parte di un bastione arroccato sulla collina, su cui è stato ricavato, nella parte che si affaccia sulla piazza Crognali, un edificio civile con torretta civica, orologio e campane. Ospita alcuni uffici comunali e la sagrestia della chiesa di San Michele Arcangelo. Il castello medievale, appartenuto ai feudatari Crognale di Castel Frentano, occupava tutta la piazza e aveva un torrione di guardia. Nei primi del '900 in parte collassò per incuria e fu abbattuto. 
Chiesa della Madonna delle Grazie
Il corpo della chiesa del XVI secolo, rifatta alla fine dell'800, affacciata sul corso Savoia, è suddivisa da una cornice marcapiano. Sulla facciata a capanna, vi è il portale con ai lati due pilastri e sopra un piccolo cornicione con due archi tronchi. Sopra la cornice marcapiano vi è una finestra rettangolare, sopra di essa vi è un timpano con, all'interno una piccola finestrella circolare a forma di oblò. Nei prospetti laterali, sopra la cornice marcapiano vi sono altre finestre ad arco ribassato. Il campanile, posto nel retro, presenta una cella campanaria con delle aperture squadrate ed una cuspide piramidale. All'interno vi è una statua della Madonna con Bambino.
Chiesa di San Rocco
La facciata sta sul corso Savoia, è a capanna mentre il portale con la sovrastante lunetta è strombata. Sopra la lunetta vi è un classico rosone, la facciata è incorniciata da laterizio, sotto il cornicione vi sono degli archetti ciechi. È risalente al XVI secolo, anche se oggi si presenta negli esterni in stile neoromanico, negli interni in stile neoclassico. L'interno è stato pesantemente modificato perché dal dopoguerra sino ai primi anni 2000 fu usata come cinematografo. Nel 2010 è stara restautata e adibita ad auditorium.
Chiesa di San Michele Arcangelo
La chiesa principale di Arielli, su piazza Crognali, del IX secolo forse, profondamente ricostruita nel XVIII-XIX secolo. La facciata è suddivisa in due livelli da una cornice marcapiano. La parte centrale del corpo principale è prominente e presenta un portale sormontato da una lunetta. Sopra la cornice marcapiano vi è una finestra rettangolare sormontata da un piccolo cornicione, sopra di esso vi è un timpano con, all'interno una finestra circolare. Due archi a tutto sesto discendono dal timpano verso la cornice marcapiano verso due corpi minori. Nel corpo a sinistra (guardando la facciata) vi è un orologio e, sopra, un campanile a vela realizzato in ferro. È risalente al XII secolo.
Chiesa di Santa Brigida
La chiesa è moderna, realizzata negli anni '60 accanto al giardino pubblico, in via Roma. Fu edificata in omaggio alla Sabta che nel XIV secolo  compì un pellegrinaggio verso Ortona, per visitare le spoglie di San Tommaso. La facciata è a capanna. Il portale, rettangolare, è sormontato da una vetrata pentagonale. Altre vetrate di forma esagonale irregolare sono poste ai lati del portale, due per lato. Il campanile è a vela. La facciata è in laterizio incorniciato da cemento. La chiesa è in stile moderno

## Società

### Evoluzione demografica
Abitanti censiti

## Economia
Attualmente Arielli vive su una struttura economica prevalentemente agricola legata alle colture del vigneto ed ha sviluppato nell'ultimo decennio un attivo centro industriale e artigianale.

## Amministrazione
| Periodo        | Periodo        | Primo cittadino         | Partito                                   | Carica  | Note          |
| -------------- | -------------- | ----------------------- | ----------------------------------------- | ------- | ------------- |
| 23 aprile 1995 | 1998           | Mario D'Alessandro      | Lista Civica di Centro                    | Sindaco | [ 12 ]        |
| 24 maggio 1998 | 27 maggio 2007 | Adriano Pietro Scarinci | Lista Civica di Centro Unione Democratica | Sindaco | [ 13 ] [ 14 ] |
| 28 maggio 2007 | 6 maggio 2012  | Sandro Spella           | Lista Civica                              | Sindaco | [ 15 ]        |
| 7 maggio 2012  | 12 giugno 2022 | Luigi Cellini           | Lista Civica Nuova Arielli                | Sindaco | [ 16 ]        |
| 12 giugno 2022 | in carica      | Catia Benarrivato       | Lista Civica Nuova Arielli                | Sindaco | [ 17 ]        |

Fa parte dell'Unione dei comuni della Marrucina.